# Pintura rupestre en cuevas

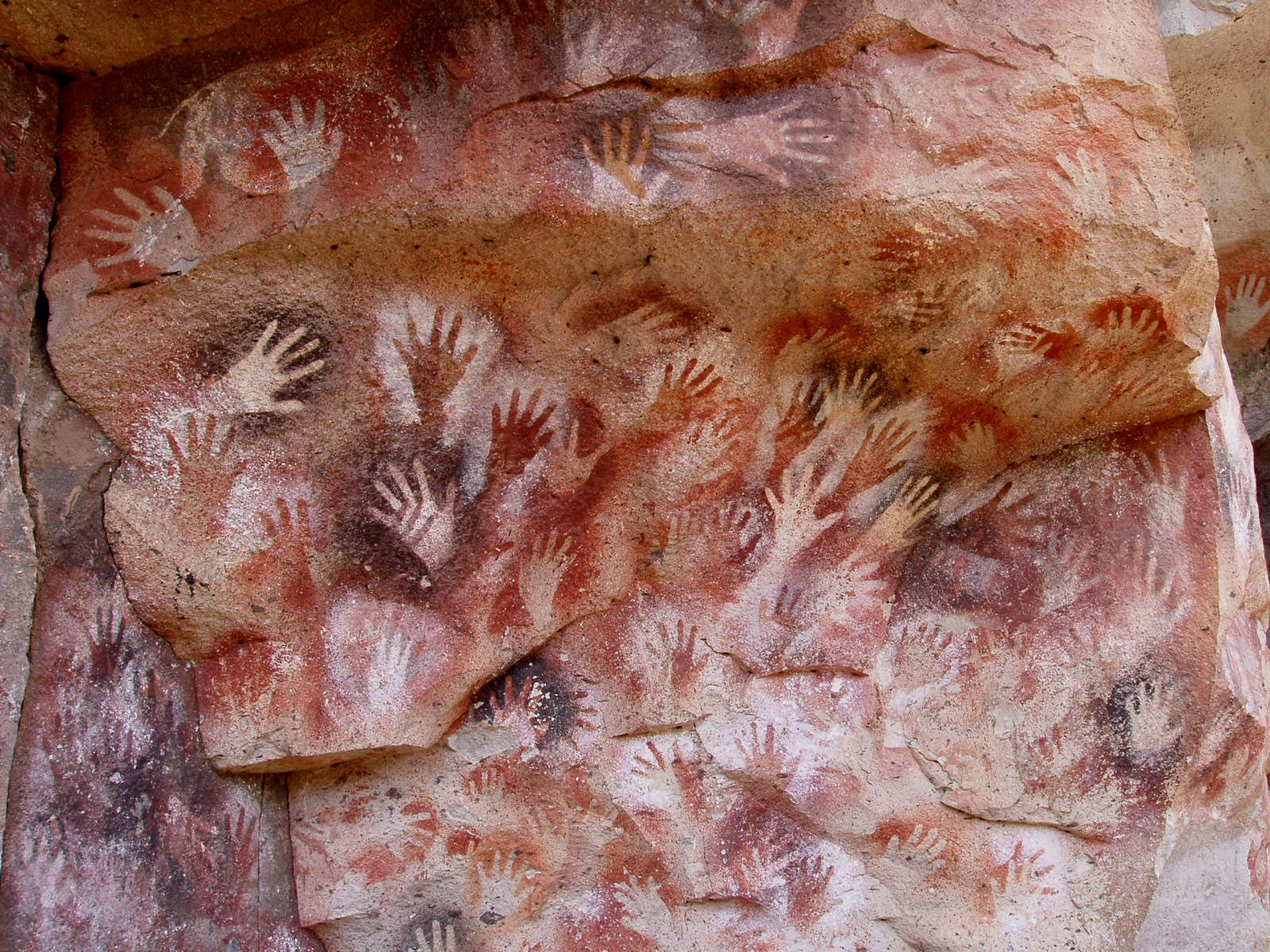
Cueva de las Manos, Ciudad de Perito Moreno, Argentina. El arte de la cueva está fechado entre 13 000 y 9000 AP, está grabado, en su mayoría se muestran las manos izquierdas.

La pintura rupestre en cuevas son un tipo de arte parietal —en esta categoría se incluyen también los petroglifos o grabados—, que se encuentran en la pared o en el techo de las cuevas. El término suele implicar un origen  
prehistórico, pero las pinturas rupestres también pueden ser de producción reciente: En la cueva de Gabarnmung, en el norte de Australia, las pinturas más antiguas son ciertamente anteriores a hace 28 000 años, mientras que las más recientes se realizaron hace menos de un siglo.
Las pinturas rupestres más antiguas que se conocen tienen más de 44 000 años de antigüedad (arte del paleolítico superior), y se encuentran tanto en la región franco-cantábrica de Europa occidental como en las cuevas de Leang-Leang (Sulawesi, Indonesia). El tipo más antiguo de pinturas rupestres son plantillas a mano y formas geométricas simples; los ejemplos indiscutibles más antiguos de pinturas rupestres figurativas son algo más jóvenes, con una antigüedad cercana a los 35 000 años. Sin embargo, más recientemente, en el 2021, se ha informado del arte rupestre, de la representación de un cerdo, encontrado en una isla de Indonesia, y datado en más de 45 500 años.
Un estudio de 2018 afirmó una edad de 64 000 años para los ejemplos más antiguos de arte rupestre no figurativo en la península ibérica. Representados por tres símbolos rojos no figurativos encontrados en las cuevas de Maltravieso, Ardales y La Pasiega, España, estos son anteriores a la llegada de los humanos modernos a Europa en al menos 20 000 años y, por tanto, deben haber sido realizados por neandertales y no por humanos modernos.
En noviembre de 2018, los científicos informaron del descubrimiento de la pintura artística figurativa más antigua conocida hasta entonces, de más de 40 000 (quizás hasta 52 000) años de antigüedad, de un animal desconocido, en la cueva de Lubang Jeriji Saléh, en la isla indonesia de Borneo.  Sin embargo, en diciembre de 2019, se estimó que las pinturas rupestres figurativas que representaban la caza del cerdo en cuevas de Leang-Leang, en Sulawesi, eran todavía más antiguas, con al menos 43 900 años de antigüedad. Se señaló que el hallazgo era «el registro pictórico más antiguo de la narración de historias y la obra de arte figurativa más antigua del mundo».

## Datación

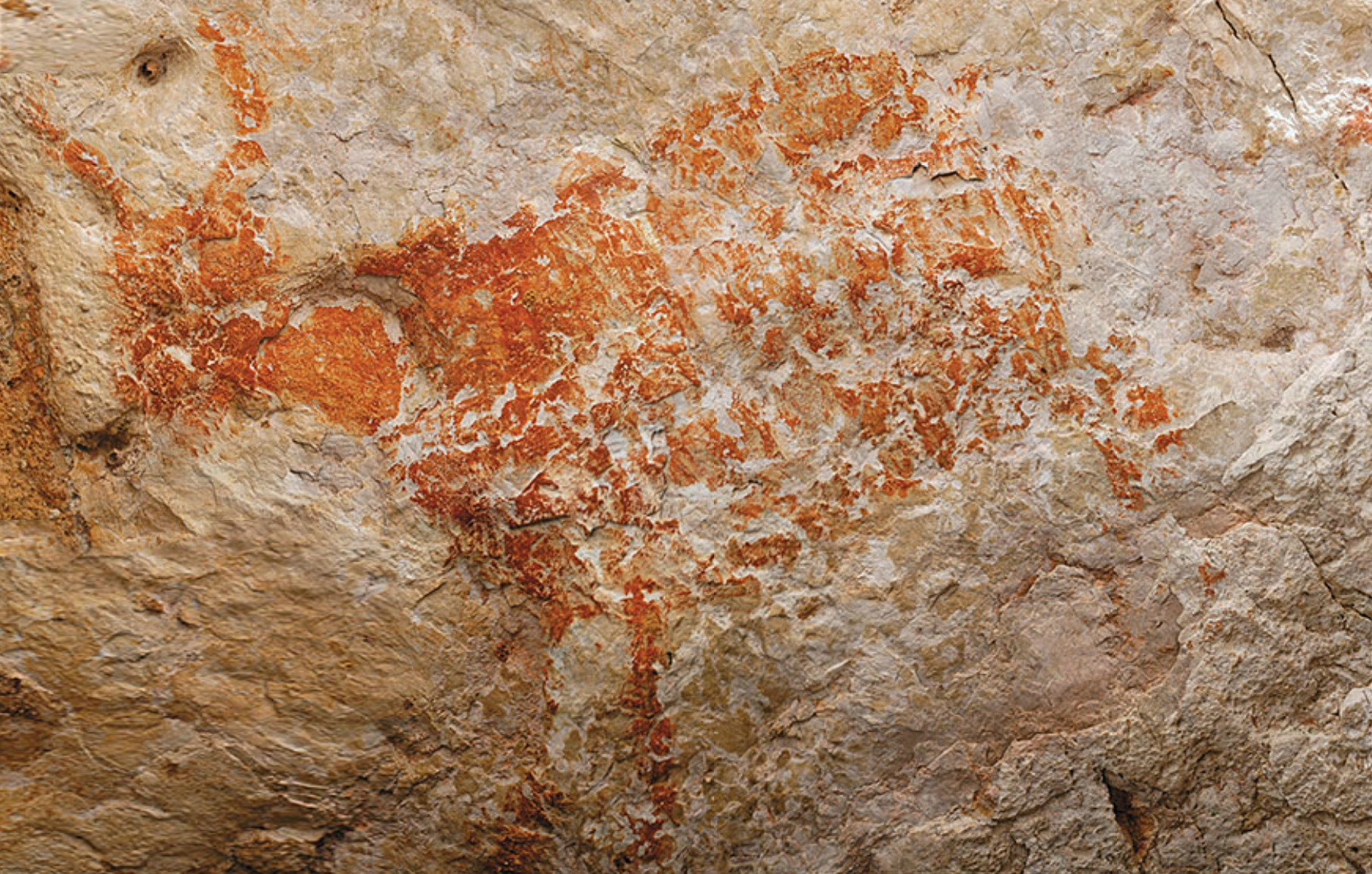
Una de las pinturas figurativas más antiguas que se conocen, una representación de un bovino desconocido, fue descubierta en la cueva de Lubang Jeriji Saléh y datada con más de 40 000 (quizás hasta 52 000) años de antigüedad.

Actualmente se han descubierto cerca de 350 cuevas en Francia y España que contienen arte de la prehistoria. Al principio, la edad de las pinturas era una cuestión controvertida, ya que métodos como la datación por radiocarbono pueden producir resultados erróneos si se contaminan con muestras de material más antiguo o más reciente, y las cuevas y los salientes rocosos (donde se encuentra el arte parietal) suelen estar llenos de restos de muchas épocas. Sin embargo, la tecnología posterior ha permitido datar las pinturas mediante el muestreo del propio pigmento, las marcas de antorchas en las paredes, o la formación de depósitos de carbonato en la parte superior de las pinturas. El tema también puede indicar la cronología: por ejemplo, los  renos representados en la cueva española de las Monedas sitúan los dibujos en la última Edad de Hielo.
La pintura rupestre más antigua que se conoce es una plantilla de manos rojas en la cueva de Maltravieso, Cáceres. Se ha datado mediante el método del uranio-torio, con una antigüedad superior a los 64 000 años y fue realizada por un neandertal. La fecha más antigua dada a una pintura rupestre de animales es ahora una representación de varias figuras humanas cazando cerdos en las cuevas de Leang-Leang, en el sur de Sulawesi (Indonesia), datada con más de 43 900 años. Antes de esto, las pinturas rupestres figurativas más antiguas conocidas eran la de un toro, datada en 40 000 años, en la cueva de Lubang Jeriji Saléh, en Kalimantan Oriental, y una representación de un cerdo con una antigüedad mínima de 35 400 años en la cueva de Timpuseng, en Sulawesi.
Las primeras pinturas rupestres figurativas europeas conocidas son las de la cueva de Chauvet, en Francia. Estas pinturas se remontan a una época anterior a 36.000 años (Paleolítico superior), según la datación por radiocarbono. Algunos investigadores creen que los dibujos son demasiado avanzados para esta época y cuestionan esta edad. Sin embargo, hasta 2011 se habían obtenido más de 80 fechas por radiocarbono, con muestras tomadas de marcas de antorchas y de las propias pinturas, así como de huesos de animales y carbón vegetal encontrados en el suelo de la cueva. Las fechas de radiocarbono de estas muestras muestran que hubo dos períodos de creación en Chauvet: hace 35 000 años y hace 30 000 años. Una de las sorpresas fue que muchas de las pinturas fueron modificadas repetidamente a lo largo de miles de años, lo que posiblemente explique la confusión sobre las pinturas más finas que parecían ser anteriores a las más burdas.

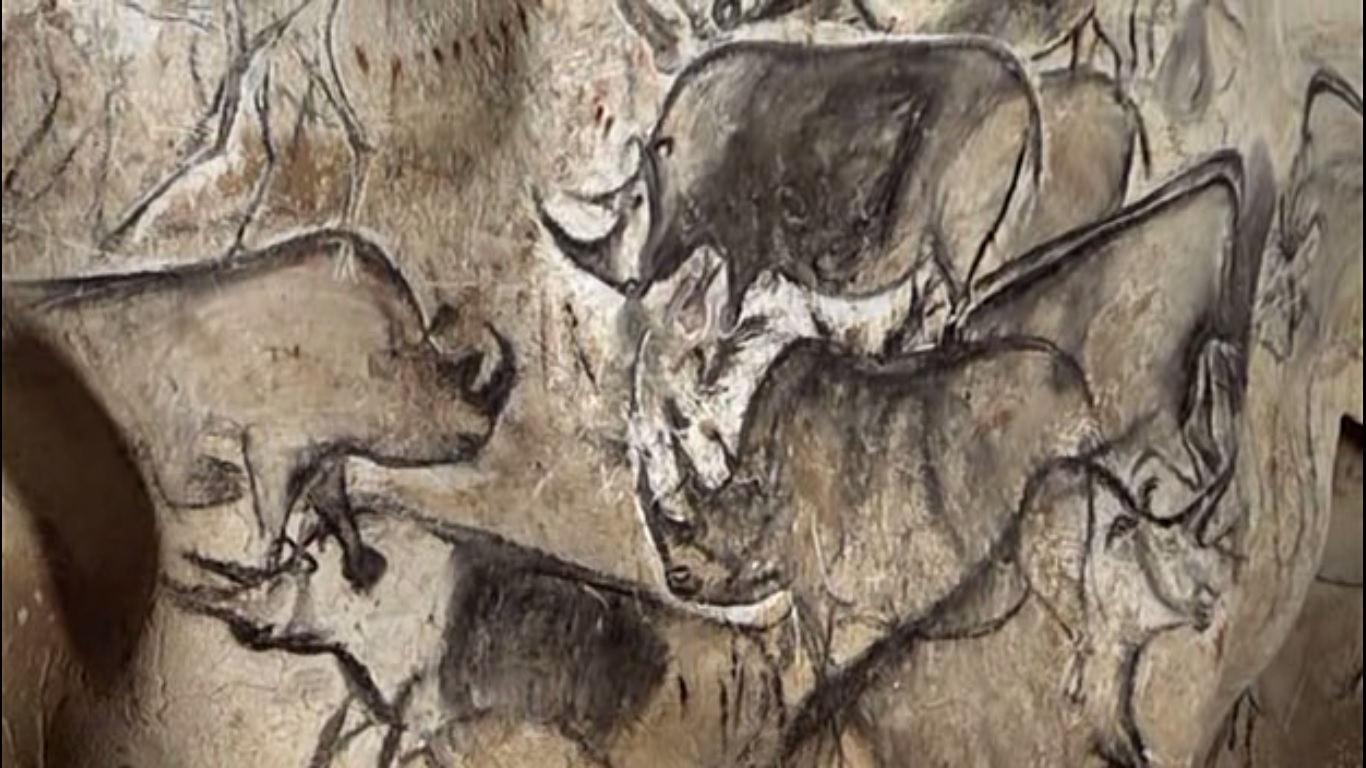
Una representación artística de un grupo de rinocerontes se completó en la Cueva de Chauvet hace 30 000 a 32 000 años.

En 2009, unos espeleólogos descubrieron en la cueva de Coliboaia, en Rumanía, dibujos estilísticamente comparables a los de Chauvet. Una primera datación sitúa la edad de una imagen casi en el mismo rango que la de Chauvet: unos 32 000 años.
En Australia, se han encontrado pinturas rupestres en la meseta de Tierra de Arnhem que muestran megafauna que se cree que se extinguió hace más de 40 000 años, lo que convierte a este yacimiento en otro candidato a la pintura más antigua conocida; sin embargo, la edad propuesta depende de la estimación de la extinción de las especies aparentemente representadas. Otro yacimiento australiano, Nawarla Gabarnmang, tiene dibujos al carbón que han sido datados por radiocarbono en 28 000 años, lo que lo convierte en el yacimiento más antiguo de Australia y en uno de los más antiguos del mundo del que se han obtenido pruebas fiables de la fecha.
Otros ejemplos pueden datar de la Edad de Bronce temprana, pero el conocido estilo magdaleniense que se observa en cueva de Lascaux, en Francia (c. 15 000 a. C.), y en  Altamira, en España, se extinguió hacia el 10 000 a. C., coincidiendo con la llegada del Neolítico. Es probable que algunas cuevas siguieran siendo pintadas durante un periodo de varios miles de años.
La siguiente fase de la pintura prehistórica europea que se conserva, el arte rupestre del arco mediterráneo de la península ibérica, era muy diferente y se concentraba en grandes conjuntos de figuras más pequeñas y mucho menos detalladas, con al menos tantos seres humanos como animales. Se creó hace aproximadamente entre 10 000 y 5500 años, y se pintó en refugios rocosos bajo acantilados o cuevas poco profundas, en contraste con los huecos de las cuevas profundas utilizados en el periodo anterior (y mucho más frío). Aunque las figuras individuales son menos naturalistas, se agrupan en composiciones conjuntas coherentes en un grado mucho mayor.

## Materias, temas y patrones

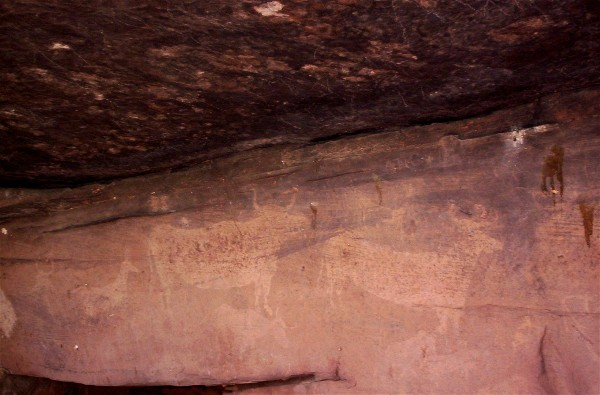
Pintura rupestre prehistórica de animales en Albarracín, Teruel, España (arte rupestre del arco mediterráneo de la península ibérica).

Los temas más comunes en las pinturas rupestres son los grandes animales salvajes, como los bisontes, los caballos, los uros y los ciervos, y los trazos de manos humanas, así como los patrones abstractos, denominados "finger flutings"(trazados de los dedos). Las especies encontradas con más frecuencia eran aptas para la caza por parte de los humanos, pero no eran necesariamente las presas típicas reales que se encuentran en los depósitos de huesos asociados; por ejemplo, los pintores de Lascaux han dejado principalmente huesos de reno, pero esta especie no aparece en absoluto en las pinturas rupestres, donde las especies equinas son las más comunes. Los dibujos de seres humanos eran escasos y suelen ser esquemáticos, a diferencia de las imágenes más detalladas y naturalistas de los sujetos animales. Kieran D. O'Hara, geólogo, sugiere en su libro Cave Art and Climate Change que el clima controlaba los temas representados, Los pigmentos utilizados incluyen ocre, hematita, manganeso y carbón vegetal. A veces, la silueta del animal se incide primero en la roca, y en algunas cuevas todas o muchas de las imágenes únicamente están grabadas de este modo, lo que las aleja un poco de la definición estricta de pintura rupestre en cuevas.
Las plantillas de manos, que se forman colocando una mano contra la pared y cubriendo el área circundante con pigmento, dan como resultado la imagen característica de un área aproximadamente redonda de pigmento sólido con la forma incolora de la mano en el centro, que puede estar decorada con puntos, rayas y dibujos. A menudo se encuentran en las mismas cuevas que otras pinturas, o pueden ser la única forma de pintura en un lugar. Algunas paredes contienen muchas plantillas de manos. También se pintan manos similares de la forma habitual. Varias manos muestran la ausencia total o parcial de un dedo, para lo que se han dado varias explicaciones. Las imágenes de manos se encuentran en formas similares en Europa, Asia oriental y Sudamérica.

### Teorías e interpretaciones

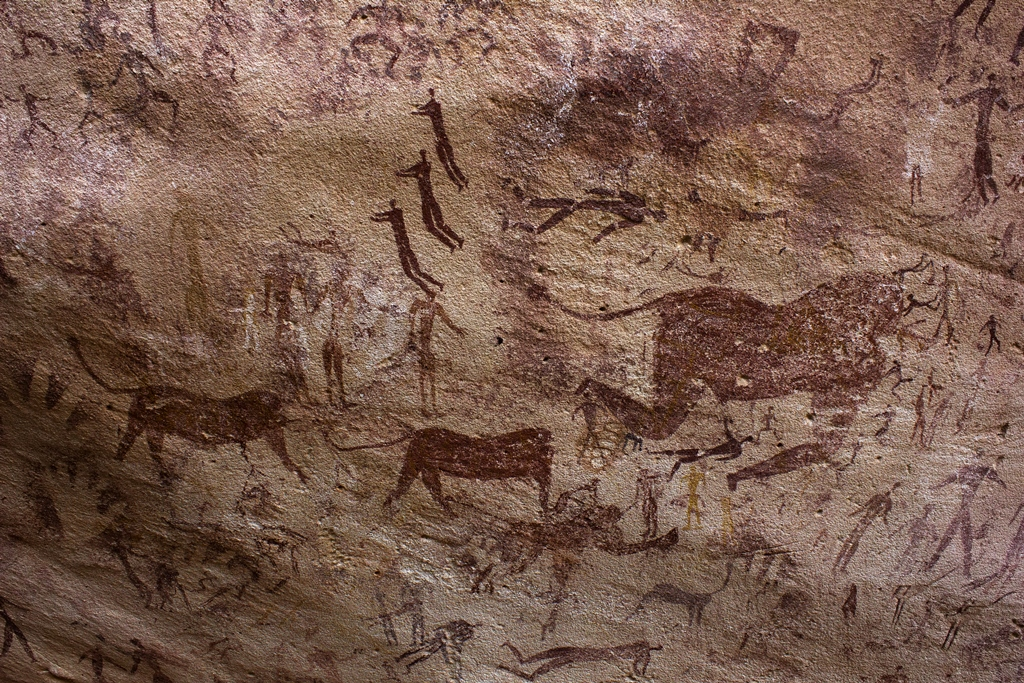
Pinturas de la cueva de las Bestias (meseta de Gilf Kebir, desierto de Libia).Realización aproximada de hace 7000 años.

Henri Breuil interpretó las pinturas como magia de caza para aumentar la abundancia de presas. Otra teoría, desarrollada por David Lewis-Williams y basada en estudios etnográficos de sociedades cazadoras-recolectoras contemporáneas, es que las pinturas fueron realizadas por chamanes paleolíticos. El chamán se retiraba a la oscuridad de las cuevas, entraba en estado de trance y luego pintaba imágenes de sus visiones, quizá con la idea de extraer poder de las propias paredes de la cueva.
R. Dale Guthrie, que ha estudiado tanto las obras de arte como las figurillas de menor calidad, identifica una amplia gama de habilidades y edades entre los artistas. Su hipótesis es que los temas principales de las pinturas y otros artefactos —bestias poderosas, escenas de caza arriesgadas y la representación de mujeres en las figurillas de Venus— son obra de varones adolescentes, que constituían una gran parte de la población humana de la época. Sin embargo, al analizar las huellas de manos y las plantillas de las cuevas francesas y españolas, Dean Snow, de la Universidad Estatal de Pensilvania, ha propuesto que una parte de ellas, incluidas las que rodean a los caballos manchados de Pech Merle, eran de manos femeninas.

## Arte rupestre paleolítico por regiones

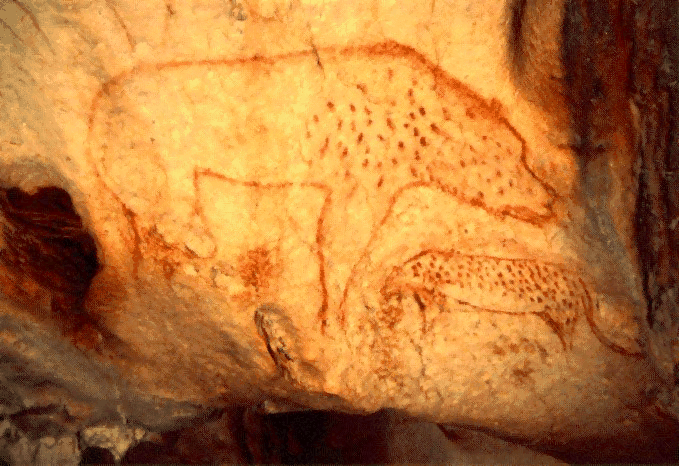
Pintura de hiena cavernaria de 30 000 años encontrada en la cueva de Chauvet, Francia.

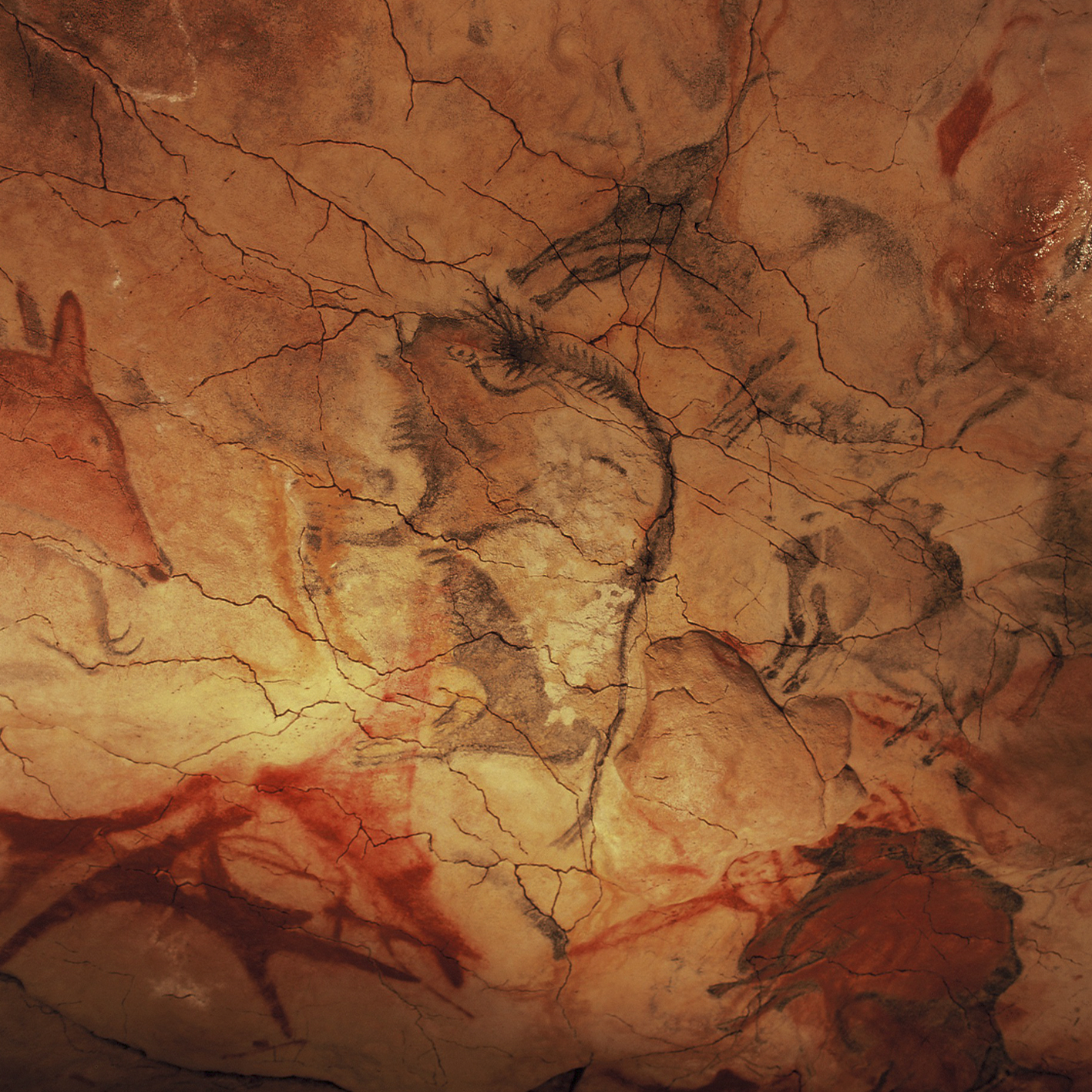
Cueva de Altamira con arte rupestre paleolítico del norte de España.

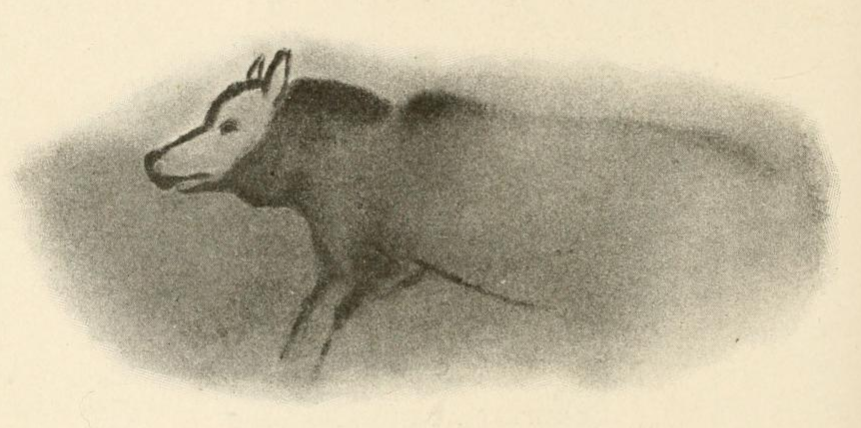
Pintura policroma de un lobo, en la cueva de Font-de-Gaume, Francia

### Europa
Las pinturas rupestres en cuevas más conocidas incluyen las de:
- Cueva de El Castillo, España (~40 000 y.o.)
- Cueva de Kapova, Bashkortostan, Rusia (~36 000 y.o.)[26]
- Cueva de Chauvet, cerca de Vallon-Pont-d'Arc, Francia (~ 35 000 años)
- Cueva de La Pasiega, Cueva de El Castillo, Cantabria, España (~30 000 y.o.?)
- Gruta Cosquer, con una entrada por debajo del nivel del mar cerca de Marsella, Francia (~ 27,000 años)
- Grutas de Gargas, Francia (~27 000 y.o.)
- Gruta de Pech Merle, cerca de Cabrerets, Francia (25 000 y.o.)
- Cueva de Lascaux, Franceia (~17 000 y.o.)
- Gruta de Niaux, Francia (~ 17 000 años)
- Cueva de Font-de-Gaume, en departamento de Dordoña|Dordoña, Francia (~17 000 y.o.)
- Cueva de Altamira, cerca de Santillana del Mar, Cantabria, España (~15 500 y.o.)
- La Marche, en Lussac-les-Châteaux, Francia (~ 15 000 años)
- Cueva des Combarelles, en Les Eyzies-de-Tayac-Sireuil, Dordoña, Francia (~ 13 600 años)
- Gruta de Trois Frères, en Ariège, Francia (19. 000 años)[29]
- Cueva Magura, Bulgaria (~10 000 y.o.)

Otros yacimientos son Creswell Crags, Nottinghamshire, Inglaterra —grabados y bajorrelieves rupestres de unos 14 500 años de antigüedad descubiertos en 2003—, Peștera Coliboaia en Rumania —¿arte de unos 29 000 años?—.
La pintura rupestre también se realizaba en las paredes de los acantilados, pero han sobrevivido menos debido a la erosión. Un ejemplo son las pinturas rupestres de Astuvansalmi (3000-2500 a. C.) en la zona de Saimaa, en Finlandia.
Cuando Marcelino Sanz de Sautuola encontró por primera vez las pinturas magdalenienses de la Cueva de Altamira (España) en 1879, los académicos de la época las consideraron un engaño. Desde entonces, recientes evaluaciones y numerosos descubrimientos adicionales han demostrado su autenticidad, al tiempo que han estimulado el interés por el arte y el simbolismo de los pueblos del Paleolítico superior.

### Este y sudeste de Asia

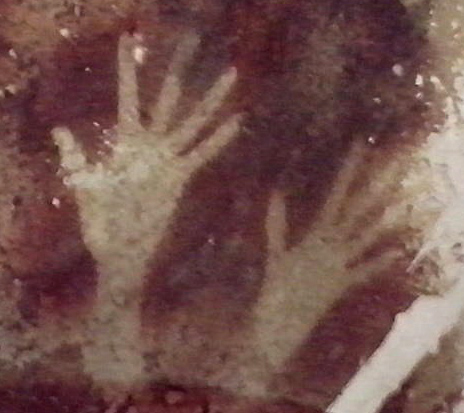
Cuevas de Leang-Leang (Sulawesi, Indonesia). Plantillas de mano con una antigüedad estimada entre 35 000 y 40 000 años, se muestran plantillas de manos derechas.

El arte hallado en la cueva de Khoit Tsenkher (Mongolia), originario del Paleolítico, incluye símbolos y formas de animales pintados desde las paredes hasta el techo: ciervos, búfalos, bueyes, íbices, leones, ovejas argalíes, antílopes, camellos, elefantes, avestruces y otros animales pictóricos, que a menudo forman un palimpsesto de imágenes superpuestas. Las pinturas son de color marrón o rojo, y son estilísticamente similares a otras obras de arte rupestre del mismo período de todo el mundo, pero no se parecen a ningún otro ejemplo de Mongolia.
En Indonesia, las cuevas del distrito de Maros, en Sulawesi, son famosas por las huellas de sus manos. También se han encontrado unas 1500 huellas de manos en negativo en 30 cuevas pintadas en la zona de Sangkulirang, en Kalimantan; los análisis preliminares de datación realizados en 2005 situaban su antigüedad en el rango de los 10 000 años.  Un estudio de 2014 basado en la datación con uranio-torio databa una plantilla de manos de Maros con una antigüedad mínima de 39 900 años. Una pintura de una babirusa fue datada en al menos 35,4 ka, lo que la sitúa entre las representaciones figurativas más antiguas conocidas en todo el mundo.
Las cuevas de Padah-Lin, en Birmania, contienen pinturas de 11 000 años de antigüedad y numerosas herramientas rupestres.
En noviembre de 2018, los científicos informaron del descubrimiento de la pintura de arte figurativo más antigua conocida, de más de 40 000 —quizás hasta 52 000— años de antigüedad, de un animal desconocido, en la cueva de Lubang Jeriji Saléh, en la isla indonesia de Borneo.

### India

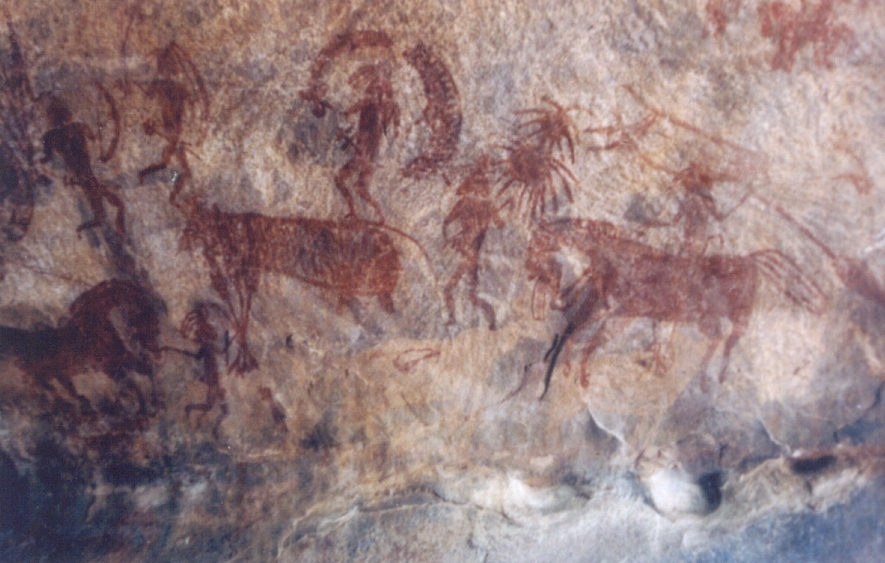
Abrigos rupestres de Bhimbetka con pinturas.

Los abrigos rupestres de Bhimbetka muestran los primeros rastros de vida humana en la India. Las pinturas de Bhimbetka están datadas en torno al 8000 a. C. También se encuentran pinturas similares en otras partes de la India. En Tamil Nadu, las antiguas pinturas rupestres paleolíticas se encuentran en Kombaikadu, Kilvalai, Settavarai y Nehanurpatti. En Odisha se encuentran en Yogimatha y Gudahandi. En Karnataka, estas pinturas se encuentran en Hiregudda, cerca de Badami. Las pinturas más recientes, consistentes en figuras geométricas, datan del periodo medieval. Ejecutadas principalmente en rojo y blanco, con el uso ocasional de verde y amarillo, las pinturas representan la vida y la época de las personas que vivían en las cuevas, incluyendo escenas de partos, bailes y bebidas comunales, ritos religiosos y entierros, así como animales autóctonos.

### África meridional

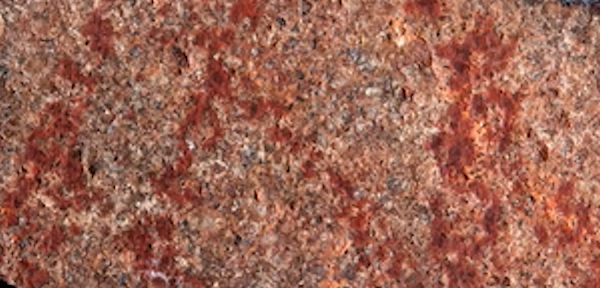
El reclamado «Dibujo más antiguo conocido de manos humanas», descubierto en la cueva Blombos en Sudáfrica. Se estima que tiene 73 000 años.

Se estima que las pinturas rupestres encontradas en la cueva Apolo 11 de Namibia datan de hace aproximadamente 25 500-27 500 años.
En 2011, los arqueólogos encontraron un pequeño fragmento de roca en la cueva de Blombos, a unos 300 km al este de Ciudad del Cabo, en la costa del cabo sur de Sudáfrica, entre puntas de lanza y otros materiales excavados. Tras siete años de pruebas exhaustivas, se reveló que las líneas dibujadas en la roca estaban hechas a mano y eran de un crayón de ocre que databa de hace 73 000 años. Esto la convierte en la pintura rupestre más antigua conocida.

### Australia

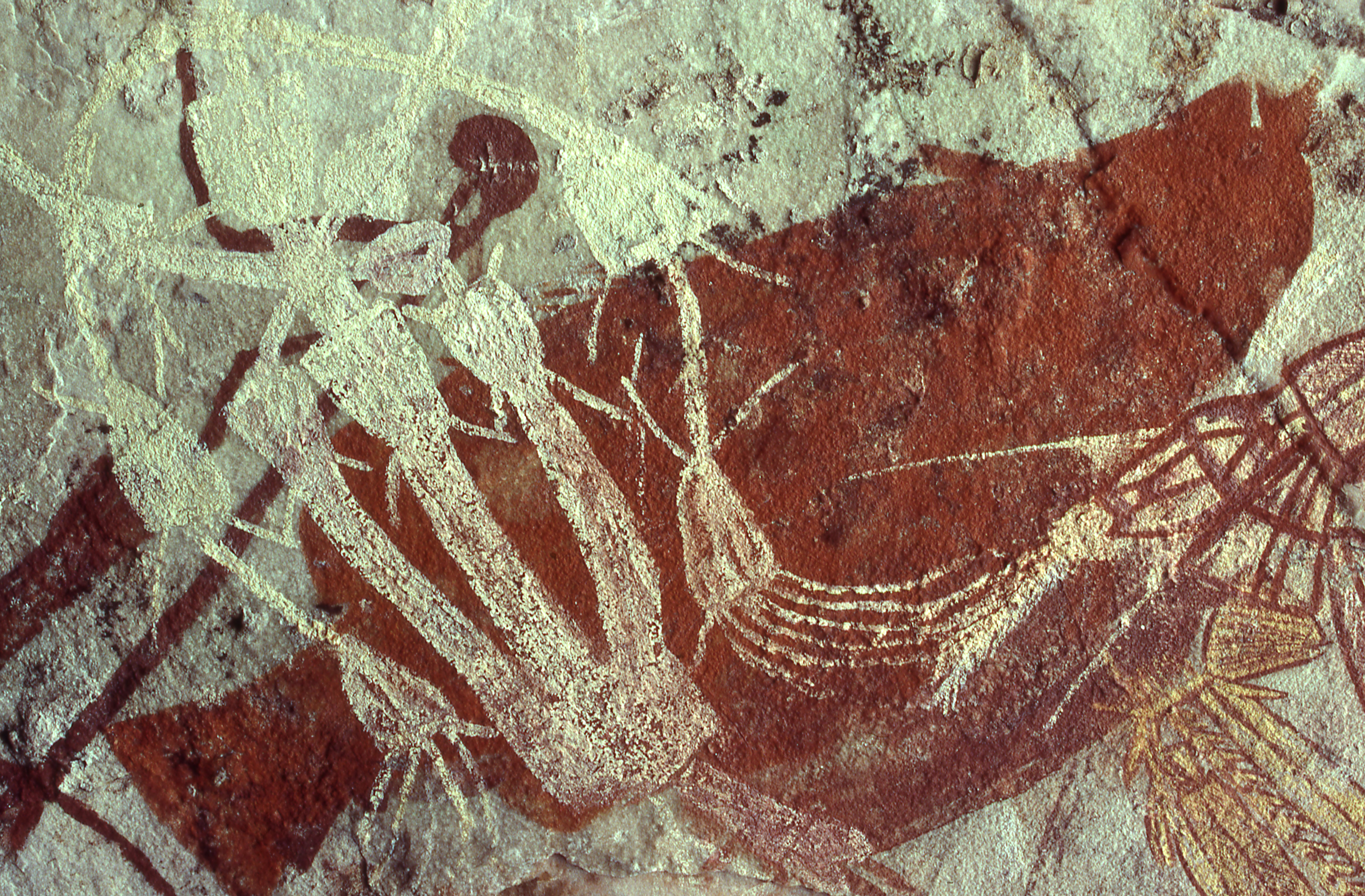
Pintura en Jabiru Dreaming, parque nacional Kakadu.

En el Parque nacional Kakadu, Australia, se han encontrado importantes pinturas rupestres tempranas, ejecutadas en ocre. El ocre no es un material orgánico, por lo que la datación por carbono de estas imágenes a menudo es imposible. A veces, la fecha aproximada, o al menos una época, puede deducirse del contenido de la pintura, los artefactos contextuales o el material orgánico mezclado intencional o inadvertidamente con la pintura ocre inorgánica, incluido el hollín de una antorcha.
Una pintura de color ocre rojo, descubierta en el centro de la meseta de la Tierra de Arnhem, muestra dos pájaros con forma de emú con el cuello extendido. Un paleontólogo las identificó como representaciones de la especie de megafauna Genyornis, aves gigantes que se cree que se extinguieron hace más de 40 000 años; sin embargo, esta evidencia no es concluyente para las citas. Puede sugerir que Genyornis se extinguió en una fecha posterior a la determinada anteriormente.
La isla Hook en las islas Whitsunday también alberga una serie de pinturas rupestres creadas por los marineros Ngaro.

## Pintura rupestre en cuevas del Holoceno
En las siguientes secciones se presentan ejemplos notables de arte rupestre prehistórico fechado después del final del Paleolítico superior hasta el Holoceno, después de hace unos 11 500 años.

### Asia
En Filipinas, en las cuevas de Tabon, la obra de arte más antigua puede ser un relieve de un tiburón sobre la entrada de la cueva.
Las cuevas de Edakkal, en Kerala (India), contienen dibujos que abarcan periodos que van desde el Neolítico hasta el 5000 a. C.

### Cuerno de África

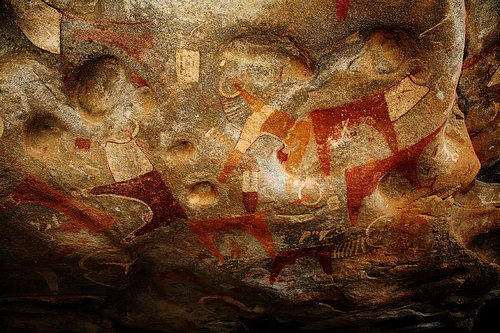
Pinturas en la cueva Laas Geel en el norte de Somalilandia.

En 2002, un equipo arqueológico francés descubrió las pinturas rupestres de Laas Geel en las afueras de Hargeisa, en la región noroeste de Somalilandia. Las pinturas, que datan de hace unos 5.000 años, representan tanto animales salvajes como vacas decoradas. En 2008, los arqueólogos somalíes anunciaron el descubrimiento de otras pinturas rupestres en la región de Dhambalin, que, según los investigadores, incluyen una de las primeras representaciones conocidas de un cazador a caballo. El arte rupestre es de estilo etíope-árabe y está fechado entre el 1000 y el 3000 a. C..
Además, entre las localidades de Las Khorey] y El Ayo, en Karinhegane, hay numerosas pinturas rupestres de animales reales y míticos. Cada pintura tiene una inscripción debajo, que en conjunto se calcula que tienen unos 2500 años de antigüedad. El arte rupestre de Karinhegane tiene el mismo estilo distintivo etíope-árabe que las pinturas rupestres de Laas Geel y Dhambalin. A unos 40 kilómetros de Las Khorey se encuentra Gelweita, otro sitio clave de arte rupestre.
En Yibuti, el arte rupestre de lo que parecen ser antílopes y una jirafa también se encuentra en Dorra y Balho.

### África del Norte

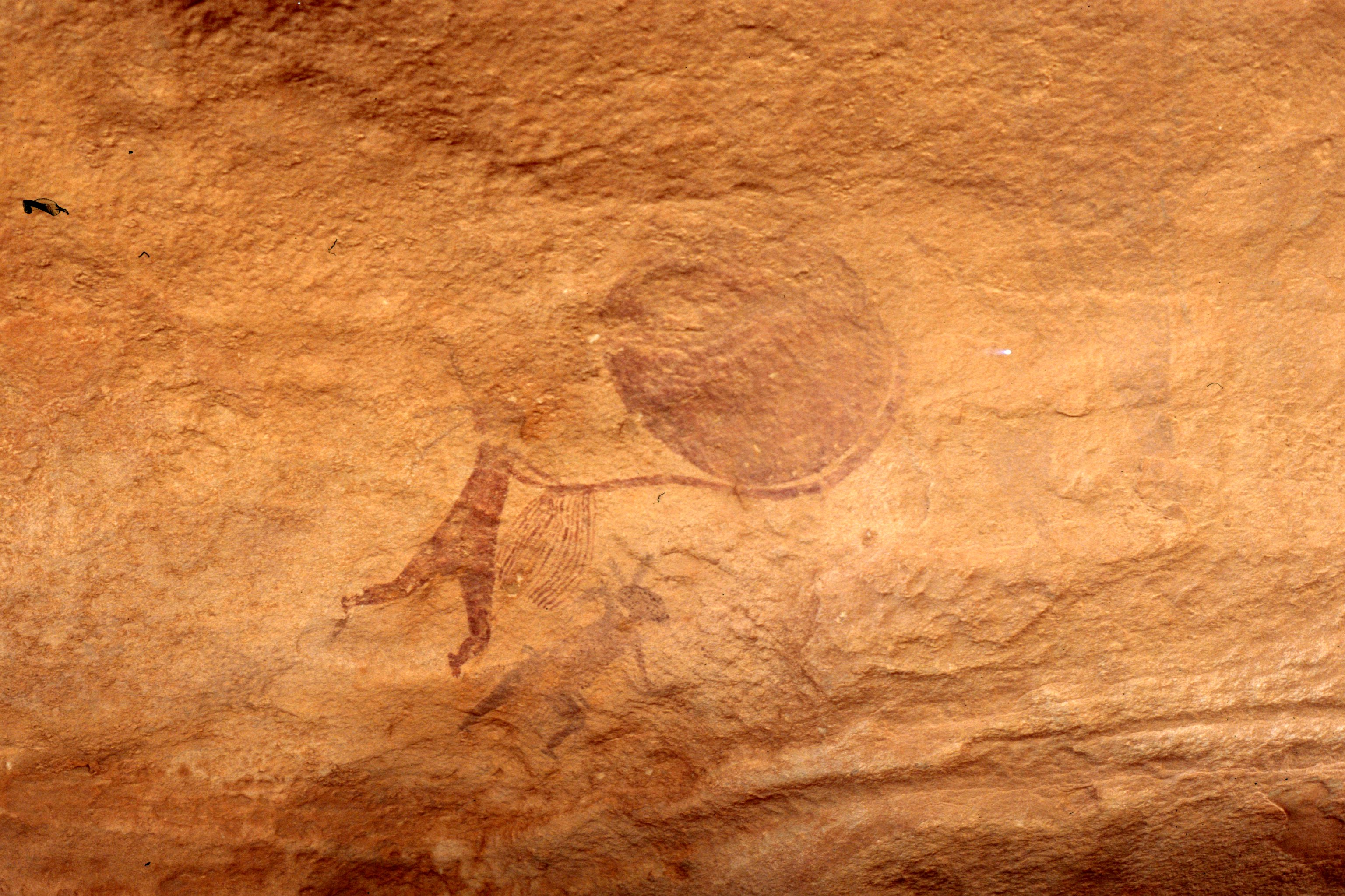
Pintura rupestre en cuevas de Tassili n'Ajjer Patrimonio Mundial de la UNESCO en el sureste deArgelia.

En las montañas de Tassili n'Ajjer, al sureste de Argelia, se encuentran numerosas pinturas rupestres. Este arte rupestre, declarado Patrimonio de la Humanidad por la UNESCO, se descubrió por primera vez en 1933 y desde entonces se han encontrado 15 000 grabados y dibujos que guardan un registro de las diversas migraciones de animales, los cambios climáticos y el cambio en los patrones de habitabilidad humana en esta parte del Sáhara desde el año 6000 a. C. hasta el período clásico tardío.  También se encuentran otras pinturas rupestres en el monte Acacus en parte del Sahara y oeste de Libia, Mesak Settafet, y en otras regiones del Sahara, como: Las montañas de Ayr, en Níger, y Tibesti, en Chad.

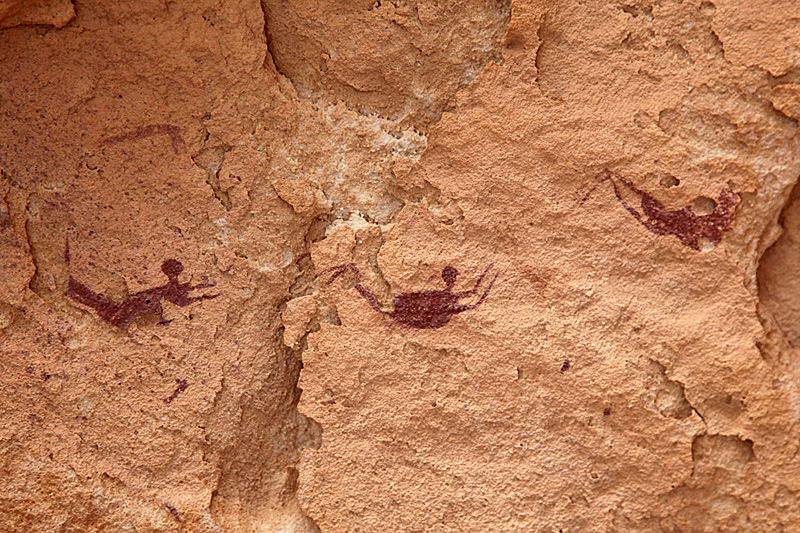
Pinturas de personas nadando en la Cueva de los Nadadores.

La Cueva de los Nadadores y la Cueva de las Bestias en el suroeste de Egipto, cerca de la frontera con Libia, en la región montañosa de lameseta de Gilf Kebir del desierto del Sahara. La cueva de los Nadadores fue descubierta en octubre de 1933 por el explorador húngaro László Almásy. El yacimiento contiene imágenes de pinturas rupestres de personas nadando, que se estima que fueron creadas hace 10 000 años, durante la época de la última Edad de Hielo.
En 2020, la misión arqueológica del Ministerio de Turismo y Antigüedades descubrió en la zona de Wadi Al-Zulma una cueva de piedra caliza decorada con escenas de animales como burros, camellos, ciervos, mulas y cabras montesas. La cueva de arte rupestre tiene 15 metros de profundidad y 20 de altura.

### Sudáfrica

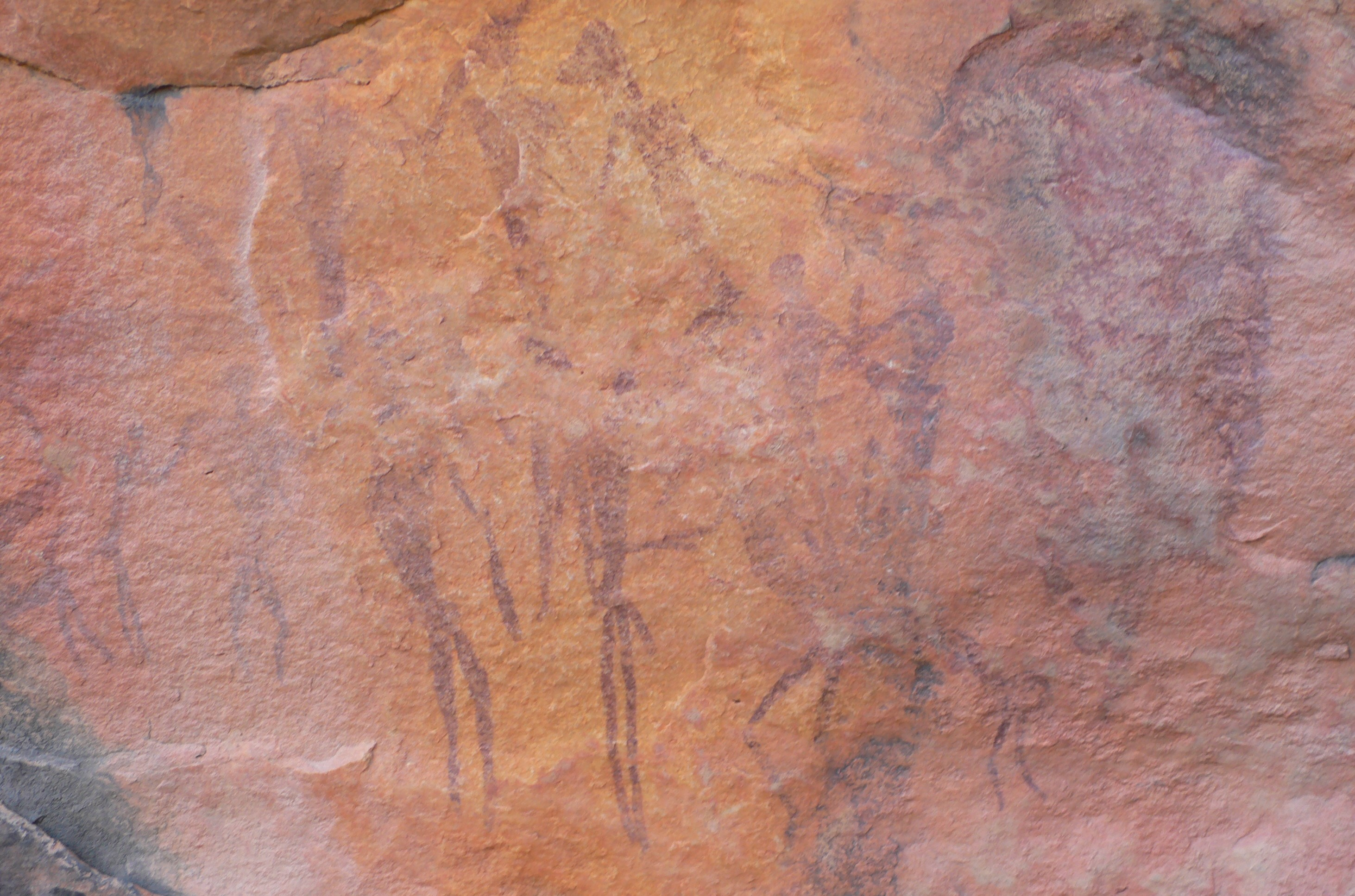
Pinturas del pueblo San en la provincia del Cabo Occidental en Sudáfrica.

En el Parque de uKhahlamba-Drakensberg (Sudáfrica), que se cree que tiene unos 3000 años de antigüedad, las pinturas del pueblo San, que se asentó en la zona hace unos 8000 años, representan animales y seres humanos, y se cree que también representan creencias religiosas. Las figuras humanas son mucho más comunes en el arte rupestre de África que en el de Europa.

### América del Norte

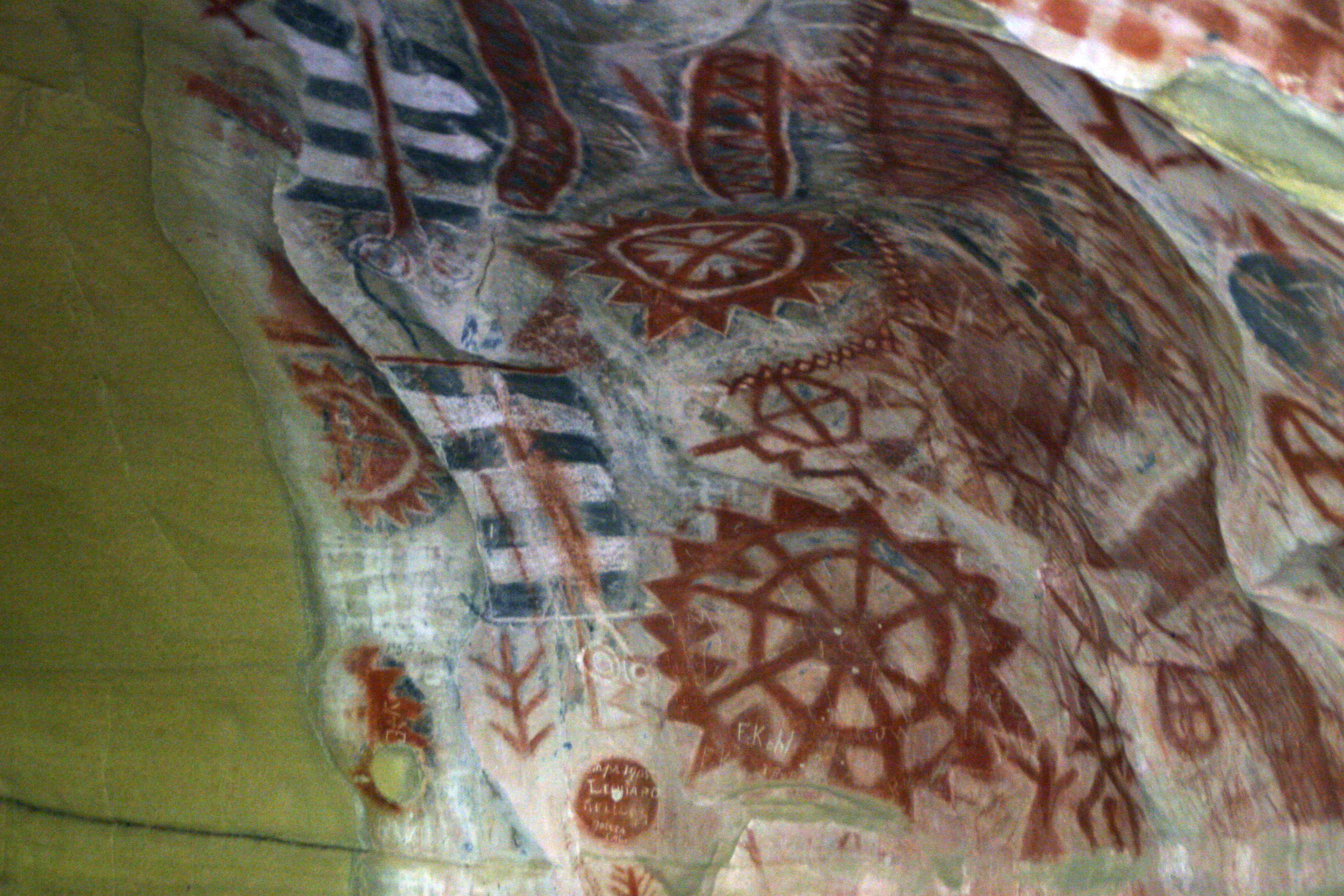
Pintura rupestre en cuevas, Condado de Santa Bárbara California.

En las regiones de la península media del sur de Baja California y del norte de Baja California Sur existen pinturas rupestres monocromas y policromas distintivas, que consisten en pinturas precolombinas de seres humanos, animales terrestres, criaturas marinas y diseños abstractos. Estas pinturas están confinadas en su mayoría a las sierras de esta región, pero también se pueden encontrar en las mesas periféricas y en los refugios rocosos. Según recientes estudios de radiocarbono de la zona, de materiales recuperados de depósitos arqueológicos en los abrigos rocosos y en materiales de las propias pinturas, sugieren que los Grandes Murales pueden tener un rango temporal que se remonta hasta hace 7500 años.
Los artistas nativos de las tribus Chumash crearon pinturas rupestres que se encuentran en los actuales condados de Santa Bárbara, Ventura y San Luis Obispo, en el sur de California, en Estados Unidos. Entre ellos se encuentran ejemplos en la Cueva Pintada de Burro Flats y en el Parque Histórico Estatal de la Cueva Pintada de Chumash.
También hay ejemplos de pictogramas de los nativos americanos en cuevas del suroeste de Estados Unidos. En la región de la meseta de Cumberland, en Tennessee, se ha encontrado arte rupestre de 6000 años de antigüedad.

### América del Sur

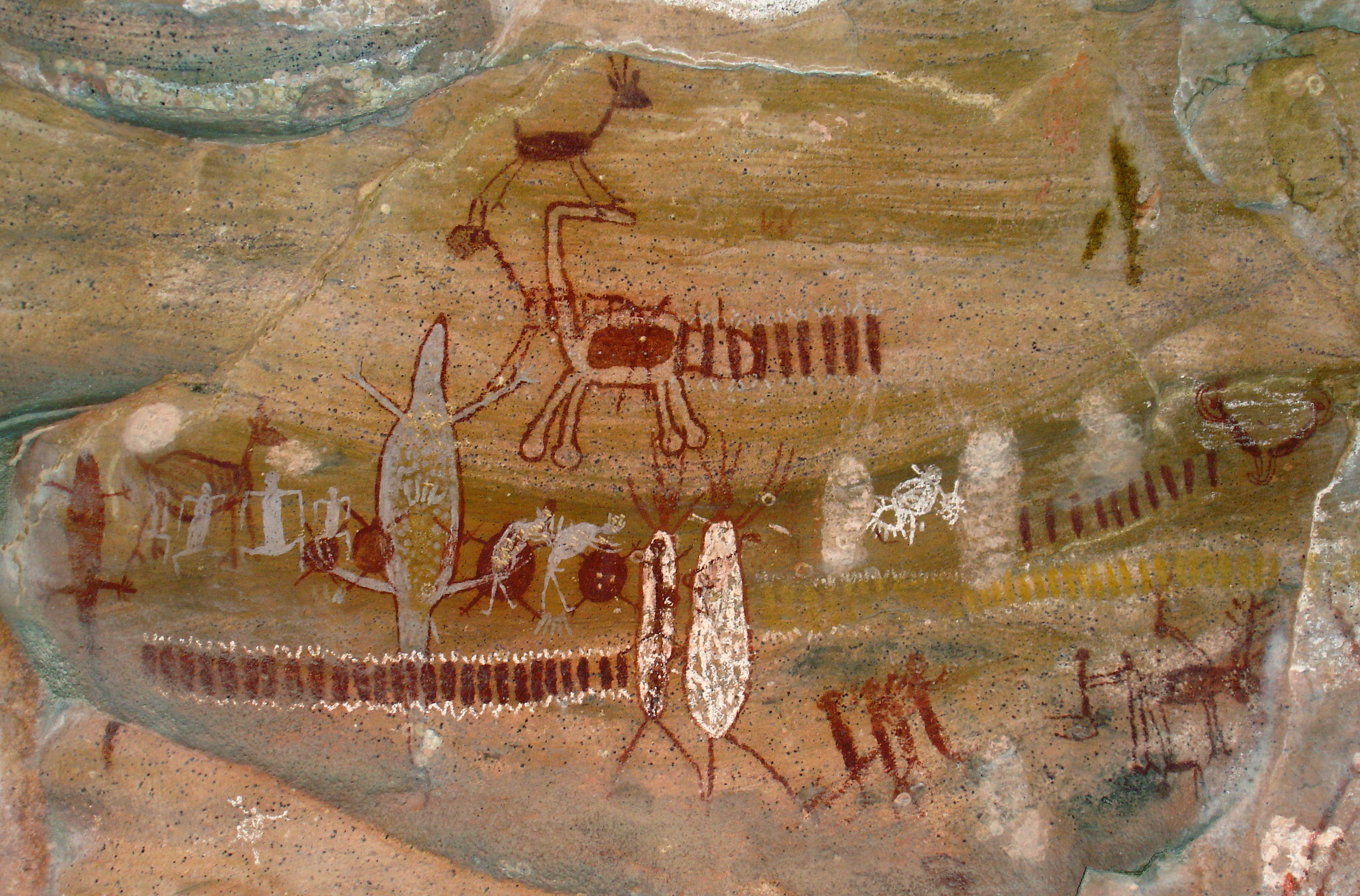
Pintura rupestre en el Parque nacional de la Sierra de la Capibara, Brasil.

El parque nacional de la Sierra de Capivara es un parque nacional situado en el noreste de Brasil que cuenta con numerosas pinturas prehistóricas; el parque se creó para proteger los artefactos y las pinturas que allí se encuentran. Se convirtió en Patrimonio de la Humanidad en 1991. Su sitio arqueológico más conocido es Pedra Furada.
Se encuentra en el noreste del estado de Piauí, entre las latitudes 8° 26' 50" y 8° 54' 23" sur y las longitudes 42° 19' 47" y 42° 45' 51" oeste. En el noreste del estado de Piauí, entre las latitudes 8° 26' 50" y 8° 54' 23" sur y las longitudes 42° 19' 47" y 42° 45' 51" oeste. Pertenece a los municipios de São Raimundo Nonato, São João do Piauí, Coronel José Dias y Canto do Buriti. Tiene una superficie de 1291,4 kilómetros cuadrados. La zona tiene la mayor concentración de pequeñas explotaciones prehistóricas de los continentes americanos. Estudios científicos confirman que la sierra de Capivara estuvo densamente poblada en períodos prehistóricos. La Cueva de las Manos es una cueva situada en la provincia de Santa Cruz, Argentina, a 163 km al sur de la Ciudad de Perito Moreno, dentro de los límites del parque nacional Perito Moreno, que incluye muchos sitios de importancia arqueológica y paleontológica.
Las imágenes de las manos suelen ser en negativo (estarcidas). Además, hay representaciones de seres humanos, guanacos, ñandúes, felinos y otros animales, así como formas geométricas, patrones en zigzag, representaciones del sol y escenas de caza. Pinturas similares, aunque en menor número, se encuentran en cuevas cercanas. También hay puntos rojos en los techos, probablemente realizados al sumergir sus boleadoras de caza en tinta y luego lanzarlas hacia arriba. Los colores de las pinturas varían del rojo —hecho con hematita— al blanco, negro o amarillo. Las impresiones manuales en negativo datan de alrededor del año 550 a. C., las impresiones en positivo de 180 a. C., mientras que los dibujos de caza se calculan en más de 10 000 años.

### Sureste de Asia

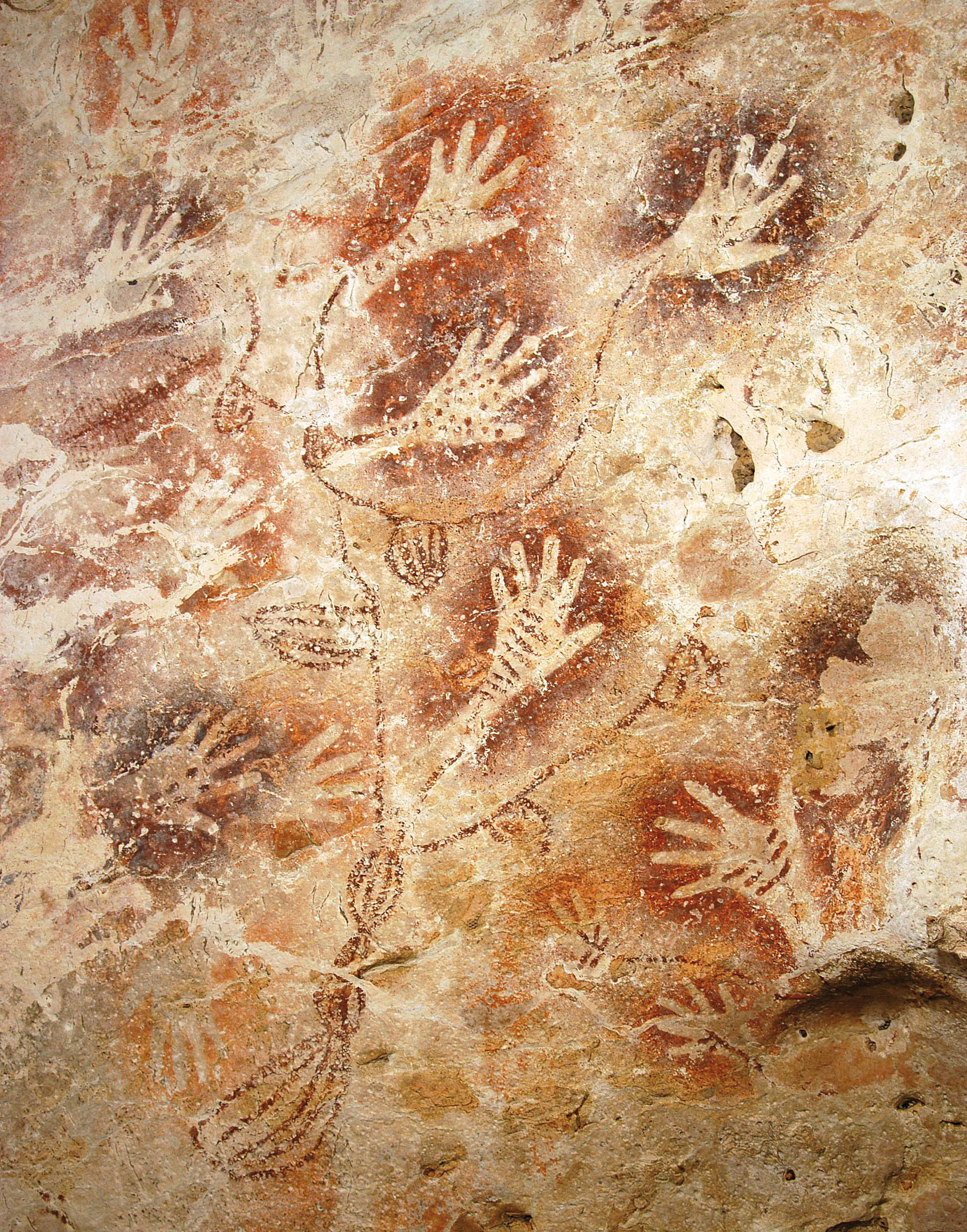
Gua Tewet, el árbol de la vida, Borneo, Indonesia, se muestra la mano izquierda estampada

Hay pinturas rupestres en cuevas en Tailandia, Malasia, Indonesia y Birmania. En Tailandia, las cuevas y escarpes a lo largo de la frontera entre Tailandia y Birmania, en la cordillera Petchabun del centro de Tailandia y con vistas al río Mekong en la provincia de Nakorn Sawan, contienen galerías de pinturas rupestres.  En Malasia, el arte rupestre de Tambun data de 2000 años, y los de la Cueva Pintada del parque nacional de las Cuevas de Niah tienen 1200 años. El antropólogo Ivor Hugh Norman Evans visitó Malasia a principios de la década de 1920 y descubrió que algunas de las tribus —especialmente los Negritos— todavía producían pinturas rupestres y habían agregado representaciones de objetos modernos, incluidos los que se cree que son automóviles.